# 相変化記録技術
相変化記録技術（そうへんかきろくぎじゅつ）とは、情報記録技術において、記録媒体が熱の印加によって結晶相とアモルファス相の間を変化することを利用した記録技術のこと。

## 概要
相変化記録ディスクでは、相変化媒体の記録膜は記録前の初期状態では結晶である。これに一定以上の強いパルス状の書き込み用レーザー光を当てて溶融させる。そして直ちに冷却すると、熱が加わった部分は結晶化せずにアモルファスになる。結晶とアモルファスでは光の反射率が異なるため、読み出し用の弱いレーザー光を当て、反射光を読み取ることで再生が可能になる（読み出し技術は再生専用光ディスクと同様である）。また、書き込みレーザーのレベルを調整して溶融後徐冷すると記録膜は再び結晶相に戻り、記録は消去される。
このような記録の性質を利用して消去・再書き込み可能な記録媒体が得られる。しかし、記録層の材料を溶かすという物理的な記録を行うため、磁気ディスクなどと比較すると書き換え可能回数が1000回から50万回と少ない。また相変化による反射率の変化は大きくないため、かつては相変化記録ディスクを読み取れない光学ドライブも存在した。加えて相変化は複雑なレーザー光の制御が必要なため、書き込み速度は低速である。

## 相記録媒体の例
- PD - パナソニックが開発・販売した5インチサイズの相変化ディスク
- CD-RW
- DVD-RAM
- DVD-RW
- DVD+RW
- BD-RE
- PRAM (PCM) - 相変化素子を利用した不揮発性メモリ